# Únos rodiny Bibasových
Rodina Bibasových byla unesena ze svého domova v izraelském kibucu Nir Oz 7. října 2023 během útoků palestinského hnutí Hamás. Poté byli její členové drženi jako rukojmí v pásmu Gazy. Rodinu tvořil 34letý Jarden, jeho 32letá manželka Širi a jejich dva synové, čtyřletý Ariel a devítiměsíční Kfir. Kfir byl nejmladším izraelským rukojmím. Jarden byl unesen odděleně od své ženy a dětí.
Na konci roku 2023 Hamás uvedl, že Širi a děti byly zabity během izraelského bombardování Gazy. Izrael jejich smrt nepotvrdil, ale vyjádřil vážné obavy o jejich stav. V rámci příměří v Gaze a výměny zajatců byl 1. února 2025 propuštěn Jarden. Dne 18. února Hamás oznámil, že Izraeli vydá těla Širi, Ariela a Kfira. O dva dny později předal rakve, které měly obsahovat jejich těla. Forenzní testy potvrdily identitu obou dětí, nikoli však jejich matky. Tělo Širi předal Hamás Izraeli o další den později s tím, že šlo o omyl. 

## Únos

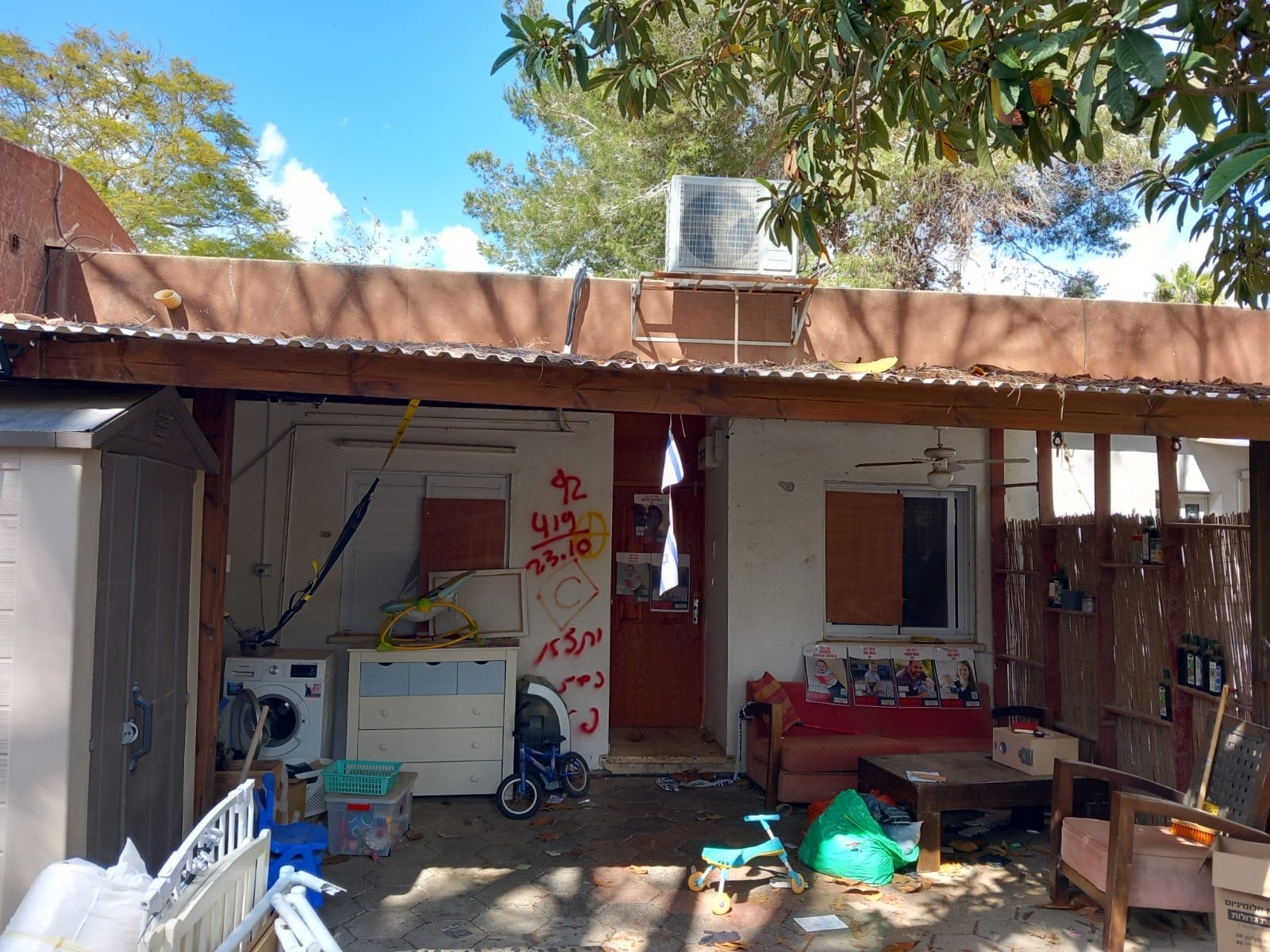
Dům rodiny po únosu

Před útokem rodina uvažovala o přestěhování do oblasti Golanských výšin, aby už dál nemusela žít ve strachu z bombardování raketami v těsné blízkosti Gazy.
K útoku palestinských ozbrojenců došlo 7. října 2023. Během něj Jarden v jednu chvíli opustil rodinnou bezpečnou místnost, aby odvrátil pozornost militantů a pokusil se zachránit svou ženu a děti. Poté byl zajat.
Na několika snímcích pak bylo vidět, že Jarden krvácí z hlavy a že ho ženou ozbrojenci.Na internetu se rozšířilo také video bojovníky obklopené Širi, držící v náručí své rusovlasé děti. Tento obraz pak byl mnohokrát umělecky ztvárněn a stal se jedním ze symbolů utrpení Izraelců.
Otec Širi José Luis Silberman a jeho manželka Margit, kterým bylo kolem 60 let, byli nejprve také považováni za nezvěstné. Později byli nalezeni mrtví. Margit se do Izraele přestěhovala v 70. letech z Peru, její manžel byl původem z Argentiny.

## Zajetí
Dne 29. listopadu 2023 ozbrojené křídlo Hamásu, brigády al-Kassám, uvedlo, že Širi a její děti byly zabity při izraelském bombardování Gazy. Mluvčí IDF uvedl, že jsou v rukou „jiné skupiny“ než Hamás.  Po propuštění Jardena Bibase byla skupina identifikována jako Kataib Mujahadin.
Dne 1. prosince 2023 Hamás nabídl vydání těl Širi a obou chlapců. Izrael odmítl a žádal, aby živí rukojmí byli vydáni dříve než těla mrtvých.

## Propuštění a návrat těl

### Propuštění Jardena Bibase
Jarden Bibas byl propuštěn v rámci výměny vězňů 1. února 2025. S dalšími dvěma muži se dostal na svobodu výměnou za 183 palestinských vězňů. V zajetí byl vystaven fyzickému i psychickému týrání, zhubl 15 kg. Hladověl a v některých dnech nedostal žádné jídlo. Většinu času byl držen v izolaci v podzemní cele, zřídka viděl sluneční světlo. S dalšími rukojmími se směl setkat pouze při jídle.

### Návrat těl Ariela a Kfira
Dne 20. února 2025 Hamás vydal čtyři těla: mělo jít o těla Širi, jejích dětí a Odeda Lifšice, který byl také unesen během útoku na Nir Oz. Izrael potvrdil identitu obou dětí a Lifšice. Čtvrté tělo však nepatřilo Širi ani jinému izraelskému rukojmímu. Ostatky Širi předal Hamás Izraeli o další den později s tím, že šlo o omyl.
Izrael popřel tvrzení Hamásu, že Širi a její děti byli zabiti v důsledku izraelských bombových útoků. Forenzní důkazy podle něj ukázaly, že děti byly „brutálně zavražděny“.

## Osud rodiny v umění
- Mural v Tel AvivuMural v Tel Avivu
- Kfir Bibas
- Ariel Bibas, Tel AvivAriel Bibas, Tel Aviv
- Širi s dětmi, HaifaŠiri s dětmi, Haifa
- AšdodAšdod
- Přání k 1. narozeninám Kfira, Tel AvivPřání k 1. narozeninám Kfira, Tel Aviv